# Parinoush Saniee
 (novembre 2024).
Si vous disposez d'ouvrages ou d'articles de référence ou si vous connaissez des sites web de qualité traitant du thème abordé ici, merci de compléter l'article en donnant les références utiles à sa vérifiabilité et en les liant à la section « Notes et références ».
Parinoush Saniee (persan : پرینوش صنیعی), née en 1949 à Téhéran, est une psychologue et sociologue iranienne. Elle travaille au Ministère de l'Éducation technique et professionnelle en Iran. Elle est également romancière et a publié plusieurs ouvrages. Au travers de ses récits, elle décrit la vie des femmes et des familles iraniennes dans un état rigoriste tiraillé entre tradition et modernité.

## Travaux

### Sahm-e Man(Le Voile de Téhéran 2003)
Son premier roman Le Voile de Téhéran raconte la vie d'une femme iranienne, Massoumeh, durant cinquante ans de l'histoire iranienne, du régime de Reza Pahlavi à celui de Khomeini. La vie de sa famille est régulièrement affectée par les répressions et brutalités des gouvernements successifs.
Bien que censuré en Iran, le roman est devenu un succès international et a été traduit en 26 langues. La version anglaise de Sara Khalili a été désignée par World Literature Today comme l'une des "75 traductions remarquables de l'année 2013". L'édition italienne a remporté le prix Boccace 2010. En Espagne, le roman a obtenu le prix Euskadi de Plata 2015.
- Traduction en anglais par Sara Khalili, The Book of Fate (House of Anansi, 2013)
- La traduction en allemand par Bettina Friedrich, Was mir zusteht (2013)
- Traduction en espagnol par Gemma Rovira Ortega, El libro de mi destino (Publicaciones y Ediciones Salamandra, 2014)
- Traduction en français par Odile Demange, Le Voile de Téhéran (Robert Laffont, 2015)
- Traduction en italien par N. G. Monsef et Sepideh Rouhi, Quello che mi spetta (2010)
- Traduction en japonais par Syoichi Nasu, Shiawase no Zanzou (2013)
- Traduction en norvégien par Nina Zandjani, Det som ventet meg (2013)
- Traduction en roumain par Cerasela Barbone, Cel care mă așteaptă (Polirom, 2012)
- Traduction en suédois par Namdar Nasser. Det som väntar mig (2020)

### Pedar-e aan digari(La Voix cachée)
Shahaab est un enfant heureux mais il ne parle pas. Le jour où il réalise que ses amis et une partie de sa famille le prennent pour un attardé, il se révolte et devient insupportable. Le roman alterne les récits de Shahab et de sa mère.
- Traduction en anglais par Sanam Kalantari, I hid my voice (House of Anansi, 2016)
- Traduction en français par Odile Demange, La Voix cachée (Robert Laffont, 2017)
- Traduction en espagnol, Una voz escondida (Publicaciones y Ediciones Salamandra)
- Traduction en italien par Bianca Maria Filippini, Ho nascosto la mia voce (Garzanti, 2004)
- Traduction en néerlandais par Karien Gommers, Verborgen stem (Ambo Anthos Uitgevers, 2016)
- Traduction en norvégien par Nina Zandjani, Den stumme gutten (2014)
- Traduction en portugais, Escondi a Minha Voz (Bertrand Editora, 2016)
- Traduction en roumain par Cristina Ciovarnache, Tatal celuilalt copil (Polirom, 2013)